# Jennifer Dark
Pour les articles homonymes, voir Dark.
Jennifer Dark, née le 18 août 1982 à Kolin, est une actrice de films pornographiques tchèque.

## Biographie
Elle a grandi à Prague. Elle a commencé sa carrière d'actrice en 2002.
Elle a un piercing au nombril, et s'est fait faire des implants mammaires en septembre 2009 de "B" à "C,".
Elle vit en Californie.

## Nominations
- 2009 AVN Award –  Best All-Girl Group Sex Scene – Icon[4]
- 2009 AVN Award – Best Oral Sex Scene – Kink[4]
- 2010 AVN Award - Best All-Girl Group Sex Scene - The Violation of Harmony[5]